# دبرتس
دبرتس (به صربی: Debrc) یک منطقهٔ مسکونی در صربستان است که در ولادیمیرتسی واقع شده‌است. دبرتس ۸۵۸ نفر جمعیت دارد و ۱۴۰ متر بالاتر از سطح دریا واقع شده‌است.